# ブロック経済
ブロック経済（ブロックけいざい、英語: bloc economy）とは、世界恐慌後にイギリス連邦やフランスなどの植民地又は同じ通貨圏を持つ国が、植民地を「ブロック」として、特恵関税を設定するための関税同盟を結び、第三国に対し高率関税や貿易協定などの関税障壁を張り巡らせて、或いは通商条約の破棄を行って、他のブロックへ需要が漏れ出さないようにすることで、経済保護した状態の経済体制のこと。
世界恐慌以後、1930年代のブロック経済を意味する。

## 概要
一般に、自由貿易の下では、自国の内需が拡大する場合、輸入も拡大する。しかし、関税障壁を高くすると、輸入を通じて外国へ漏れる需要が減少する。輸入の減少は、他国にとっては輸出の減少となり国民所得を減少させる。国際分業がおこなわれている状況で、特定国がこの政策を採用すればそれ以前の国際分業体制が崩れるため、世界経済全体が非効率になる可能性があり望ましい状態ではない。
ブロック経済体制には同盟、債務関係、為替、運送料の問題などが絡んでいた。

## 日英綿製品競争

### 生産合理化の進展
日本では、1924年に豊田自動織機が世界初の自動織機である無停止杼換式豊田自動織機(G型)を完成させ、機織の生産性及び製品の品質が著しく向上した。また、紡績業の深夜業が社会問題とされていたため、1929年7月1日に改正工場法が施行され深夜業が禁止となり、紡績業界はその対策としてハイドラフト精紡機やシンプレックス粗紡機などを導入して、生産合理化を進めた。
日本は、一人が普通織機を八台もしくは自動織機を二十台～四十台も受け持っていた。しかし、イギリスは労働組合が強かったため、英国労働組合の規約には、労働者が二台以上の機械を使ってはならないと規定されていた。

### 原料の輸入
ニューヨーク棉花取引所の調査によれば、1929～1930年度の世界棉花の五割以上をアメリカが産出していた。アメリカ棉は割高ではあるが品質が良かったため、一番にアメリカ、二番にイギリスで消費されてきた。しかし、外国棉の品質が上がり、不作でアメリカ棉の品質が落ちたため、また、日本がイギリスから中等品や下等品の大市場を奪っていたため、イギリスは割高なアメリカ棉の使用を減らし、代わりに割安なインド棉を使用するようになった。
1932年、インド棉が不作となりアメリカ棉と同等まで割高となったため、日本はアメリカ棉の下級品を代用した。同年、インドの紡績業界は損害を受け、日本綿布がダンピングされているとして、関税引上げを要求した。インドは、ダンピング防止法を制定して日本へと適用するため、1933年4月に日印通商条約廃棄を日本に通告した。

## 展開
1929年秋に世界恐慌が発生すると、各国は金本位制を放棄した。
1930年代、各国は植民地を抱え込みブロック経済化を進めた。それぞれのブロックは通貨圏ごとに分かれた。
- スターリングブロック（英語版）（イギリス・ポンド圏、オタワ協定（英語版））
- フランブロック（フランス・フラン圏、ルール占領）
- マルクブロック（ドイツ・オーストリア、ライヒスマルク（・オーストリア・シリング）圏、独墺関税同盟案→ラインラント進駐）
- ドルブロック（アメリカ・ドル圏、ニューディール政策）
- 円ブロック（日本・円圏、日満経済ブロック）
- Eastern Bloc economies（東側諸国・ソビエト連邦の経済、Soviet-type economic planning・五カ年計画）

それぞれのブロックは、貿易を通じた同期性を失い、世界恐慌からの回復には大きな差が生じた。ドル・フランなどのブロックの回復が遅れる一方、円ブロックは世界恐慌の3年前に発生していた昭和金融恐慌（注:昭和恐慌とは別）への諸対応により、輸出入も取り扱う財閥系大企業については早期に回復した。しかし国内全体での経済基盤は小規模であったため、その後、先に述べた恩恵の外にあった中小零細企業を中心に経済が行き詰まり（昭和恐慌）、国策の支柱も対外進出志向に急傾斜することになった。
このようにブロック化で列強間が経済的な分断を進め、自ブロックの防衛と他ブロックへの進出へと傾斜したことは、環境面からも要因面からも第二次世界大戦の原因のひとつになった。
なお、このようなブロック経済圏とともに同時期の通貨安競争が景気の後退要因になったと語られることが多いが、ブロック経済と通貨安競争では経済への影響が大きく異なる。ブロック経済は国際分業の解体を通じて経済に大きな悪影響を与えた。一方で通貨安競争については、全ての国において通貨切り下げのために拡張的金融政策がとられた場合、外需拡大の効果は相殺されあう事となったものの、世界中の国においてマネーサプライが増加することになることから、その結果として各国で内需の拡大がもたらされたという面があり、近隣窮乏化的な需要の奪い合いという文脈からのみ評価することには問題がある。アイケングリーンとサックスによれば、1930年代に発生した通貨安競争は世界の貿易や経済を縮小させた原因ではなく、むしろその世界的な拡張的金融政策が世界恐慌からの離脱の契機になったと分析している。
その後、植民地占領・独立などによってブロック経済は崩壊した。ブロック経済や戦争に伴う分断化は、代替品の利用・開発の促進をもたらした（人工甘味料（人造砂糖。サッカリン等）、合成ゴム（人造ゴム）、石炭液化（人造石油）、化学繊維（人造繊維）など）。

## マクロ数式モデル
```
国民所得：Y=C+I+G+(EX-IM)

総消費：C=0.8Y

総投資：I=10

財政投資：G=20

総輸出：EX=10

総輸入：IM=0.3Y
```

の場合、Y=80でIM=24となるが、関税障壁を高めて、輸入を阻害し、その場合でも輸出などその他が変化しないと仮定して
```
総輸入：IM=0.2Y
```

とした場合、Y=100でIM=20となり、国民所得は増大・輸入は減少する。

## 年表
- 1929年1月 - 1921～1922年のワシントン会議の結果によって、日中間の陸境特恵関税が破棄される[10]
- 1929年10月 - 世界恐慌
- 1930年3月 - 日支関税協定。日本が中国の関税自主権を承認したほか、日中は三年間の互恵協定を結んだ[11]。
- 1930年6月 - 臨時産業合理局設立
- 1931年1月31日 - 衆議院予算総会において、松岡洋右は満蒙問題に対し、「満蒙は経済的にも国防上でも日本の生命線」であるとして、力を入れて貰いたいと発言した[12]。同年2月13日の発言において、松岡洋右は満蒙問題のうち、特に東三省と朝鮮地方を日本海側で繋ぐ吉会鉄道の工事請負契約不履行問題を重要視していた[13]。この吉会鉄道は清津港か羅津港のどちらか（吉会鉄道の終端港問題）へと繋げることとなっていた。
- 1931年3月23日 - オーストリアとドイツが独墺関税同盟案を発表。その後、フランスなどがパリ講和条約及びジュネーヴ議定書に違反するものだとして抗議、独墺両国は合法を主張し国際裁判所で否決されても服従しないとした[14]。
- 1931年4月1日 - 重要産業統制法公布、翌2日には工業組合法公布、カルテル結成を促した
- 1931年7月 - ロンドンで経済会議が開かれ、フランスがドイツに融資
- 1931年9月 - 独墺両国は独墺関税同盟案を撤回[14]。なお、ハーグの常設国際司法裁判所は独墺に不利な裁定を下すとの報が流れていたとされる[14]。
- 1932年 - 内地や朝鮮などで農村の自力更生運動（経済更生運動）を行いはじめる[15][16]。
- 1932年3月 - 満洲国建国
- 1932年7月21日～8月20日 - イギリス帝国経済会議（オタワ会議） → イギリス連邦特恵関税制度（スターリングブロック）
- 1932年10月 - リットン調査団が満洲の報告書を公表、満洲国の国連による指導を提言する
- 1933年3月27日 - 日本が国際連盟脱退
- 1933年4月 - インド政庁が、ダンピング防止法の前提として日印通商条約廃棄をイギリス経由で通告[7]
- 1933年6月16日 - アメリカにおいて全国産業復興法制定、カルテル結成を認めた。
- 1933年6月12～7月27日 - ロンドン世界経済会議（en:London Economic Conference） → 金ブロック（フラン・ブロック）
- 1933年7月15日 - ドイツにおいてカルテル法施行
- 1933年7月～ - 日印会商（第1次会商）
- 1933年9月 - オランダ領東インドにおいて緊急輸入制限令 → オランダブロック
- 1933年10月14日 - ドイツが国際連盟脱退を表明
- 1933年10月25日 - 国際労働局において経済班が新興諸国による先進国の社会的影響の研究をすることを決議[2]
- 1933年12月3～26日 - 第7回パン＝アメリカ会議 → ドルブロック
- 1934年1月 - 第一次日印協定締結
- 1934年2月～3月 - 日英会商
- 1934年春 - 国際労働局（ILO）が日本を調査。その後、「日本は貧乏な国であり、人口の大多数が農業労働者なため、その所得が工業労働者その他における生活水準の基準となる。また、上流階級の生活水準もそこまで高くはない」「日本は山岳が多く、人口増加もあり、人口一人当りの耕作適地は極端に狭いが、現在において日本人が移民することは不可能」「労働条件の低下によるソーシャルダンピングは起きておらず、生産の合理化や技術的改良の採用によって労働条件は改善されてきている」とする報告書が作られた[2]。
- 1934年3月 - 朝鮮においても、朝鮮総督府外事課によって「農村困窮や小作争議の原因は人口の急激な増加と一戸当りの耕地面積の減少から起きており、満州の資源開発や朝鮮に理想農業地たらしめるために、過剰農家を満州へ移民させることは緊喫である」「日本内地よりも一戸当りの耕地面積は少し大きいが、内地が二毛作であるのに対し朝鮮は大部分が一毛作であるので、どのように（今までの）農耕方法の改善合理化を見てもその面積では足りない」とする「満州ニ朝鮮人ヲ移住セシムルコトノ必要性並ニ其ノ戸数」という資料が作られた。
- 1934年5月1日[17] - 「貿易調節及通商擁護ニ関スル法律（通商擁護法）」施行
- 1934年6月 - 満州国圓が銀本位制を止め、円ペッグ制となる。
- 1934年6月8日～12月21日 - 日蘭本会商 (第1次会商)
- 1935年4月 - 満州国において石油類専売法が施行
- 1936年5月 - オーストラリアが関税引き上げ及び輸入許可制の採用をし、日本は対抗措置として通商擁護法を発動した。これにより日豪間の貿易が途絶することとなった。
- 1936年7月20日～ - シムラで第二次日印会商が行われ、輸入超過の日本に対しインド側は更に高率関税を課そうとした[18]。
- 1936年8月16日 - 満州国で貿易統制法公布[19]
- 1936年10月21日 - 英国が日印通商条約の廃棄を通告[20]
- 1937年4月 - 第二次日印協定締結[21]
- 1937年8月14日 - 「貿易及関係産業ノ調整ニ関スル法律」及び貿易組合法公布
- 1937年9月10日 - 「輸出入品等ニ関スル臨時措置ニ関スル法律」が公布、円ブロックへの輸出を制限することで、以てブロック外への輸出を促し、国際収支均衡を目指した[22]。
- 1937年9月 - 国民精神総動員運動開始
- 1938年11月～12月 - 日満支三国相携による経済結合の実現も期待した東亜新秩序建設声明
- 1939年10月～ - デリーで第三次日印会商が行われる[23]
- 1939年11月 - 英国が日英両国の共同宣言による日印通商条約廃棄を提議、日本は同意しがたき旨を伝える[24]。

## 文献情報
- 「日本資本主義と植民地経済-貿易面から見た特質 (PDF) 」堀和生韓国外交通商省ＨＰ
- 1941年「國際経済の論理と問題」谷口吉彦著、千倉書房